# Aeroportul Varandey
Aeroportul Varandey (IATA: VRI, ICAO: ULDW) este un aeroport din Districtul autonom Neneția, Regiunea Arhanghelsk, Rusia. Aeroportul a fost tranzitat în 2017 de 15.569 de pasageri.
Situat la o altitudine de 2 m, aeroportul dispune de o singură pistă. Este operat de IuTieir⁠(d).